# Patty Jenkins
Pour les articles homonymes, voir Jenkins.
Patty Jenkins est une réalisatrice et scénariste américaine, née le 24 juillet 1971 à Victorville en Californie.
Elle se fait connaitre avec le film Monster (2003), pour lequel Charlize Theron obtient l'Oscar de la meilleure actrice. En 2017, elle réalise le blockbuster Wonder Woman, puis écrit et réalise la suite, Wonder Woman 1984 (2020).

## Biographie
En 2011, Patty Jenkins signe pour mettre en scène la suite du film Thor, sorti cette même année. En raison de désaccords artistiques avec Marvel, elle est remplacée par Alan Taylor, malgré l'insistance de Natalie Portman pour qu'elle reste à son poste. Le film, intitulé Thor : Le Monde des ténèbres, sort en 2013. Quelques années plus tard, elle est annoncée et confirmée à la réalisation d'un autre film de super-héros, cette fois pour DC Comics et son univers cinématographique : Wonder Woman (2017). Le film est un succès mondial et elle écrit et réalise elle-même la suite, Wonder Woman 1984 (2020).
En décembre 2020, elle est annoncée à la réalisation d'un film dérivé de l'univers Star Wars, Star Wars: Rogue Squadron, prévu pour fin 2023. Le projet est annulé en mars 2023.

## Filmographie

### Réalisatrice

#### Cinéma
- 2001 : Just Drive (court-métrage)
- 2001 : Velocity Rules (court-métrage)
- 2003 : Monster
- 2017 : Wonder Woman
- 2020 : Wonder Woman 1984

#### Télévision
Séries télévisées
- 2004 : Arrested Development - saison 2, épisode 2
- 2006 : Entourage - saison 3, épisodes 5 et 8
- 2011-2012 : The Killing - épisode pilote et épisode 13 de la saison 2
- 2013 : Betrayal - épisode pilote
- 2019 : I Am the Night (mini-série TV) - épisodes 1 et 2

Téléfilms
- 2011 : Un combat, cinq destins (Five) - segment Pearl
- 2015 : Exposed

### Scénariste
- 2001 : Just Drive (court-métrage)
- 2001 : Velocity Rules (court-métrage)
- 2003 : Monster
- 2020 : Wonder Woman 1984

### Producteur
- 2023 : Poolman de Chris Pine